# 袁家倜旧宅
袁家倜旧宅，建于1920年，是袁世凯孙女袁家倜在天津的故居。位于当时的天津英租界的伦敦道（今和平区成都道40-44号），该建筑目前是一般保护等级历史风貌建筑。

## 历史
袁家倜旧宅建于1920年，现为经营与办公用房混用，其中一部分为袁世凯的孙女、天津市政协委员袁家倜女士经营的苏易士餐厅，餐厅名字由袁家倜兄长、华裔美国物理学家袁家骝所题。